# Peatge de congestió de Londres
El Peatge de congestió de Londres (en anglès London Congestion Charge) és una taxa que s'aplica a determinats conductors de vehicles motoritzats que circulen per la zona central de Londres, zona designada com Zona de Tarifa de Congestió (en anglès Congestion Charge Zone, CCZ). Els principals objectius de la taxa són reduir la congestió de trànsit i aconseguir fons per invertir en el sistema de transport públic de Londres.
El 17 de febrer de 2003 la zona de Tarifa de Congestió començà a funcionar a parts de Londres Central i s'estengué per l'Oest de Londres el 19 de febrer de 2007. No és el primer sistema d'aquest tipus al Regne Unit, però sí el més gran quan es va introduir, i es manté com una de les zones de peatge d'aquest tipus més grans del món. El pagament és de 15 lliures per dia (2024), tant a l'entrar com per circular per aquesta àrea els set dies a la setmana entre les 7:00 i les 18:00 de dilluns a divendres; i de 12:00 a 18:00 de dissabte a diumenge (inclosos els festius), però no hi ha cap càrrec el dia de Nadal ni el dia de Cap d'Any.
L'organització responsable de gestionar el peatge és Transport for London; i Capita Group l'opera sota contracte. El sistema funciona mitjançant bases automàtiques utilitzant CCTV i reconeixement automàtic de matrícula.

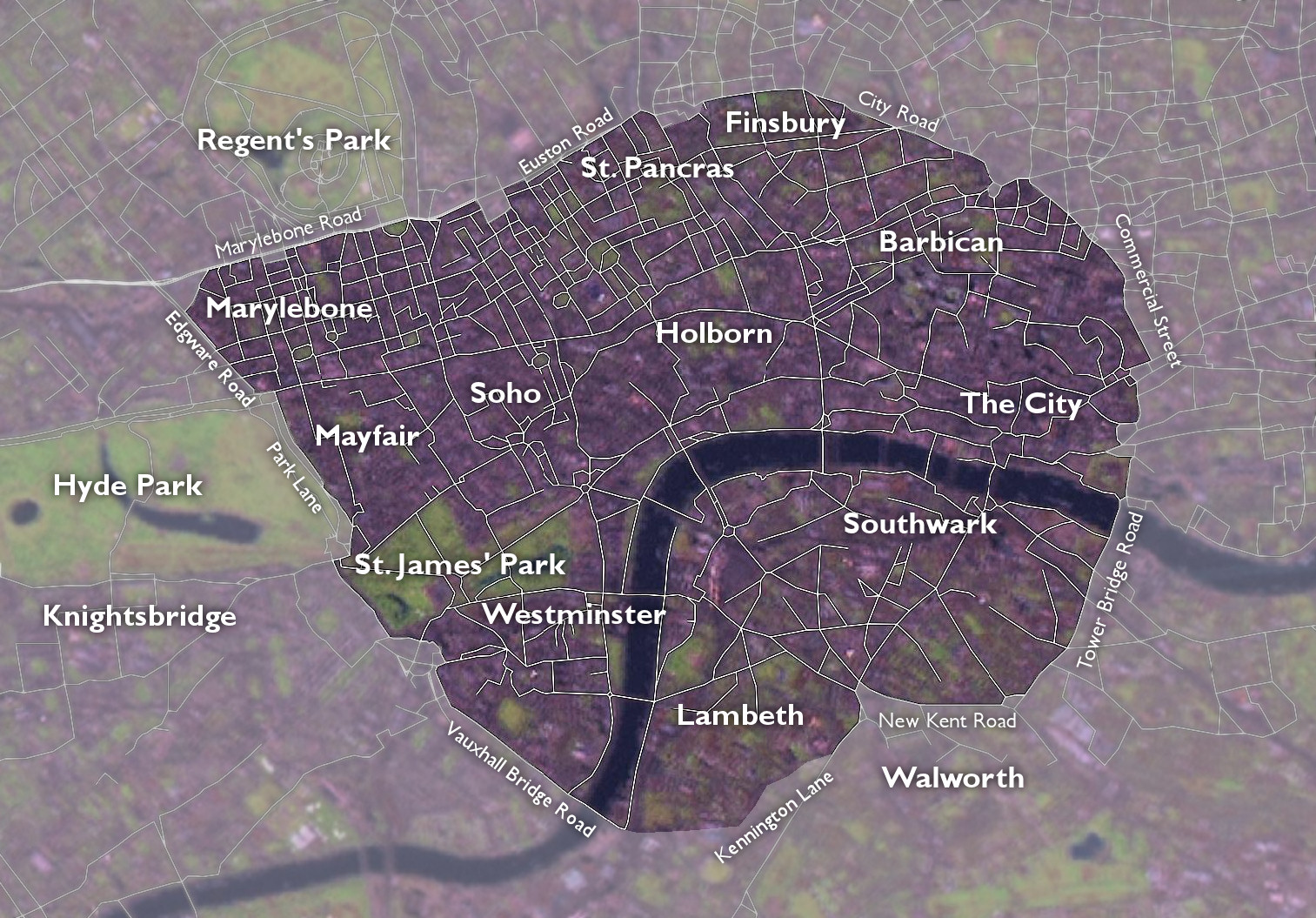
El Peatge s'aplica als conductors dins de l'àrea senyalada al mapa.

La zona d'ultra baixes emissions (ULEZ) es va introduir a principis del 8 d'abril de 2019 durant el mandat de Sadiq Khan, cobrint el centre de Londres, la mateixa àrea que tenia el peatge de congestió de Londres. L'octubre de 2021, Khan va ampliar la ULEZ per cobrir l'àrea dins de les carreteres North Circular i South Circular i el 29 d'agost de 2023 es va ampliar per cobrir tot el Gran Londres, cobrint més de 1.500 quilòmetres quadrats i aproximadament 9 milions de persones.